# Fuerza Aérea y Defensa Aérea Croata
La Fuerza Aérea y Defensa Aérea Croata (en croata: Hrvatsko ratno zrakoplovstvo i protuzračna obrana), también llamada simplemente Fuerza Aérea Croata, es una de las ramas de las Fuerzas Armadas Croatas.

## Funciones
La Fuerza Aérea Croata tiene el objetivo de garantizar la soberanía nacional en el espacio aéreo de la República de Croacia, y garantizar el apoyo aéreo a otras fuerzas, durante el cumplimiento de operaciones conjuntas. Desempeña el doble papel de organizar y llevar a cabo la defensa aérea del país, en lo que sería un sistema de defensa integrado. Para cumplir con este doble rol realiza las siguientes tareas:
- Inspección y control del espacio aéreo.
- Predominio croata en el espacio aéreo.
- Proveer ayuda en todo tipo de catástrofes.
- Realizar operaciones de búsqueda y rescate.

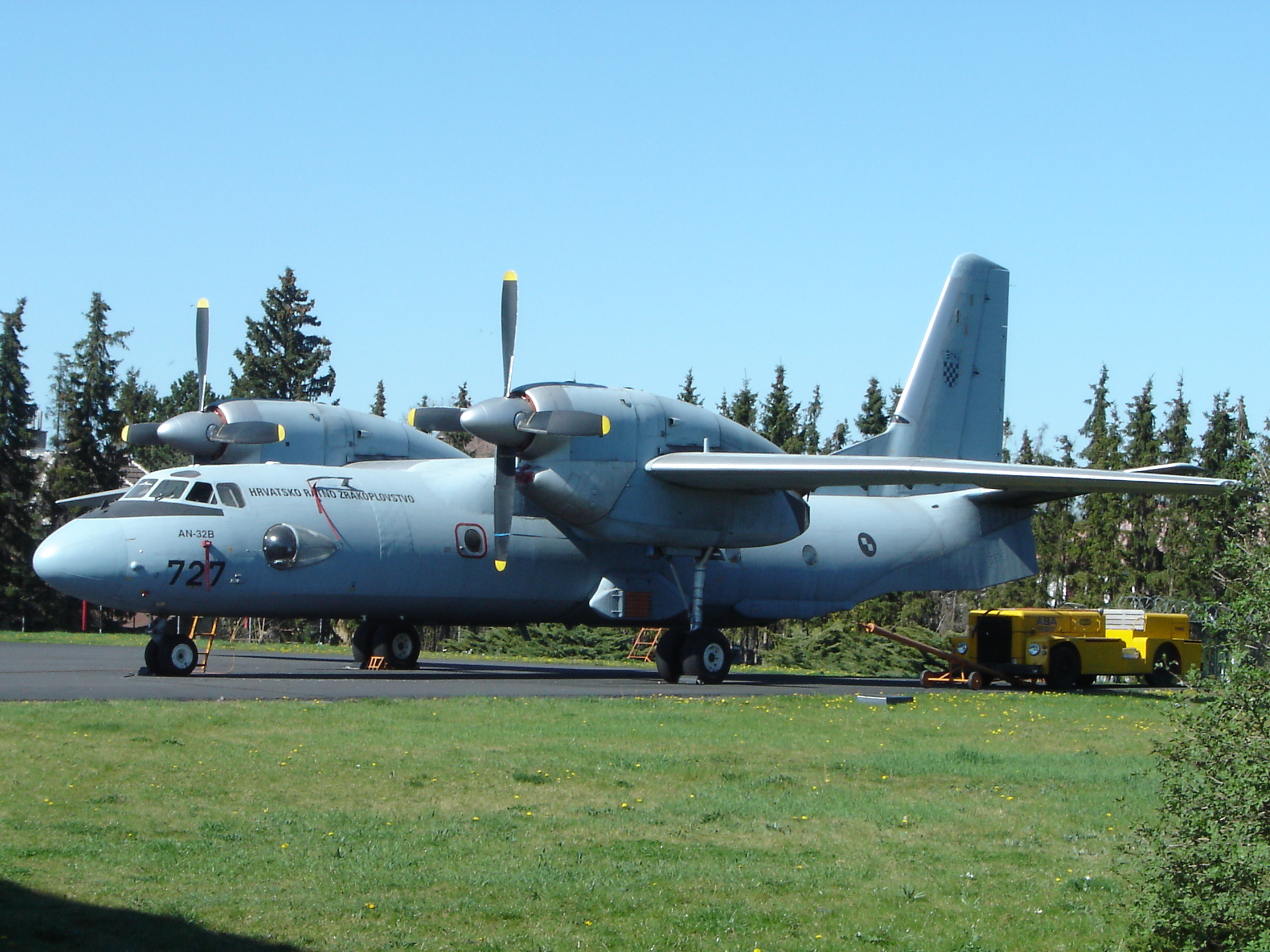
Un Antonov An-32 croata

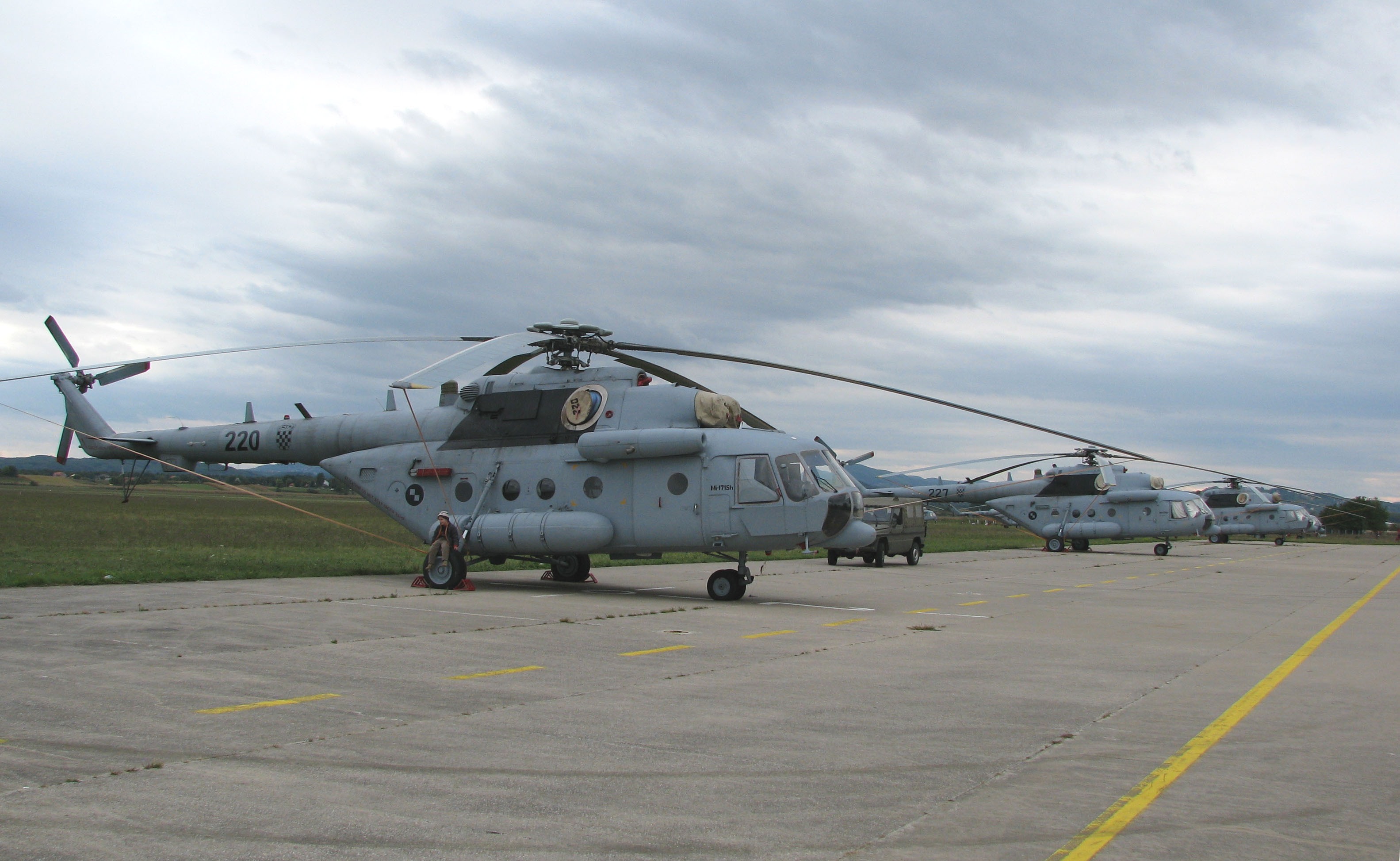
Mil Mi-171 Sh croatas en el Aeropuerto de Lučko (Zagreb)

- Proveer apoyo ambiental.

### Estructura Básica
- Comando de la Fuerza Aérea
- Servicio de personal de apoyo
- 91 Base Aérea - Pleso, Zagreb
- 21 escuadrón de caza - MiG-21 bisD/UMD
  - 27 escuadrón de transporte - An-32B, PA-31P, Cessna R.172K, Cessna T210N
  - 28 escuadrón de helicópteros de transporte - Mi-8MTV-1
  - 92 Base Aérea - Pula
- 22 escuadrón de caza - MiG-21 bisD/UMD
  - 93 Base Aérea - Zemunik, Zadar
- 1 escuadrón de aviones - Pilatus PC-9M, Zlín 242L
  - 2 escuadrón de helicópteros - Bell 206B-3, Mi-8T/PS
  - 885 escuadrón de lucha contra incendios - Canadair CL-415, AirTractor AT-802F
- 94 Base Aérea - Lučko, Zagreb
  - 28 escuadrón de helicópteros de transporte - Mi-171Sh
- 95 Base Aérea - Divulje, Split
  - 20 escuadrón de helicópteros de transporte - Mi-8MTV-1, Mi-17
- 218 Brigada de vigilancia aérea
- 205 Brigada de defensa aérea
- 74 Batallón de policía militar
- 2 Batallón mixto
- 279 Batallón de señalización
- 313 Brigada logística
- Comando de educación y entrenamiento de la Fuerza Aérea
- Instituto de medicina de la Fuerza Aérea
- 42 Batallón de ingenieros

## Origen de los primeros aparatos
El primer MiG-21 operado por las fuerzas aéreas croatas fue un aparato que obtuvieron el 4 de enero de 1992, cuando el capitán Danijel Borovic desertó con su aparato cerca de Zagreb. Anteriormente el 25 de octubre de 1991 el capitán Perisin voló un MiG-21R hasta Austria donde deserto y su avión fue requisado, aunque se le permitió regresar a Croacia.
Finalmente, el 15 de mayo de 1992 dos pilotos desertaron con sus respectivos MiG-21bis a Croacia; los capitanes Ivan Selak e Ivica Ivandic.
Aunque solo disponían de tres aparatos, las fuerzas aéreas croatas los utilizaron en diversas operaciones siendo uno derribado por fuego antiaéreo amigo y otro por un misil serbio.
El único de los tres aviones obtenidos gracias a las deserciones de croatas que pilotaban en las fuerzas armadas serbias fue el MiG-21bis con la denominadcion "102" - apodado "Osvetnik Dubrovnika".
Ya en 1994 los croatas lograron adquirir 25 MiG-21 de contrabando en Ucrania, ya que existía un embargo de armamento para toda la zona. Estos fueron trasladados a Polonia, embalados, y luego enviado a Croacia por camión a través de Eslovaquia y Hungría. Más tarde, ese mismo año otro lote de otros 15 MiG-21 fueron adquiridos de la misma fuente, con lo que en total se compraron 40 aviones.
De todos ellos solo se pusieron operativos 20, 16 MiG-21bis y 4 MiG-21UM, dejando el resto para canibalizar su piezas.

## Posibles adquisiciones
La Fuerza Aérea Croata está planeando la compra de modernos aviones de combate para 2010; entre las posibilidades se encuentran el JAS 39 Gripen C/D, el Eurofighter Typhoon y el F-16.
Otras opciones como el Mirage F-1, o el MiG-29 son menos probables, ya que estos no cumplen los requerimientos que la Fuerza Aérea Croata ha puesto para un posible nuevo avión de combate. También se está planeando la adquisición de un nuevo avión de transporte, que podría ser el C-17 Globemaster.

## Estado Actual

### Equipamiento
| Aeronave                  | Origen          | Tipo                                        | Versiones              | En servicio | Notas |
| ------------------------- | --------------- | ------------------------------------------- | ---------------------- | ----------- | --- |
| Air Tractor AT-802        | Estados Unidos  | patrullaje, lucha contra incendios          | AT-802F                | 6           | entrados en servicio recientemente |
| Antonov An-32             | Ucrania         | transporte táctico                          | An-32B                 | 2           | modernizados en 2007 |
| Bell 206                  | Estados Unidos  | helicóptero de entrenamiento y utilitario   | 206B-3                 | 8           | entrados en servicio en 1997 |
| Bell 407                  | Estados Unidos  | helicóptero de observación y reconocimiento | OH-58D Kiowa Warrior   | 16          | entrados en servicio en 2016 |
| Bombardier Challenger 600 | Canadá          | transporte VIP                              | CL-604                 | 1           | aeronave del gobierno con servicios civiles |
| Canadair CL-415           | Canadá          | lucha contra incendios                      | CL-415                 | 6           | |
| Elbit Hermes 450          | Israel          | patrullaje marítimo, reconocimiento         | Hermes 450             | 2           | probablemente sean ordenados más |
| Elbit Skylark             | Israel          | reconocimiento                              | Skylark I              | 6           | probablemente sean ordenados más |
| Mikoyan-Gurevich MiG-21   | Rusia           | caza/interceptor/entrenamiento              | MiG-21bisD MiG-21UMD   | 8 4         | modernizados en 2003,en 2013 podrían ser refaccionados por la firma "Odesaviaremservisa", basada en Ucrania y especializada en la reparación de aviones soviéticos. |
| Pilatus PC-9              | Suiza           | entrenamiento avanzado, ataque ligero       | PC-9M                  | 20          | entrados en servicio en 1998 |
| Moravan Zlín Z-242        | República Checa | entrenamiento básico                        | Z 242L Acrobatic       | 5           | entrados en servicio en 2007, posiblemente se ordenen más |
| Mil Mi-8                  | Rusia           | helicóptero de transporte                   | Mi-8T Mi-8PS Mi-8MTV-1 | 2 1 11      | modernizados en 2005 |
| Mil Mi-171 Sh             | Rusia           | transporte, helicóptero de ataque           | Mi-171Sh               | 10          | 2 posibles encargos |

## Aeronaves históricas
La siguiente es una lista con todas las aeronaves de la Zrakoplovstvo Nezavisne Države Hrvatske, cuando esta formaba parte del Estado Independiente de Croacia.
| Aeronave                      | Cantidad | Tipo                      | Origen         |
| ----------------------------- | -------- | ------------------------- | -------------- |
| Messerschmitt Me-109G/K       | 50+      | Caza                      | Alemania       |
| Morane-Saulnier M.S.406       | 48       | Caza                      | Francia        |
| Fiat G.50                     | 15+      | Caza                      | Italia         |
| Macchi C.202                  | 18       | Caza                      | Italia         |
| Macchi C.205                  | 4        | Caza                      | Italia         |
| Fiat CR.42                    | 10+      | Caza                      | Italia         |
| Messerschmitt Bf 110          | 2        | Caza                      | Alemania       |
| Avia BH-33                    | 7        | Caza-entrenador           | Checoslovaquia |
| Ikarus IK-2                   | 4        | Caza                      | Yugoslavia     |
| Dornier DO-17K                | 11       | Bombardero                | Alemania       |
| Dornier DO-17E                | 30       | Bombardero                | Alemania       |
| Dornier DO-17Z                | 21       | Bombardero                | Alemania       |
| Bristol Blenheim Mk.I         | 8        | Bombardero                | Reino Unido    |
| Savoia Marcetti SM-79         | 1        | Bombardero                | Italia         |
| CANT Z.1007                   | 10       | Bombardero                | Italia         |
| Fiat BR.20                    | 6        | Bombardero                | Italia         |
| Avia Fokker F.39              | 1        | Bombardero                | Checoslovaquia |
| Caproni Ca.310                | 7        | Bombardero-utilidad       | Italia         |
| Caproni Ca.311/313/314        | 16       | Bombardero-utilidad       | Italia         |
| Breguet 19                    | 50       | Reconocimiento-utilidad   | Francia        |
| Potez 25                      | 42       | Reconocimiento-utilidad   | Francia        |
| Fieseler Fi 156               | 11       | Utilidad                  | Alemania       |
| Fieseler Fi 167               | 8-12     | Utilidad                  | Alemania       |
| de Havilland Puss Moth D.H.80 | 2        | Utilidad                  | Reino Unido    |
| RWD-13                        | 1        | Utilidad                  | Polonia        |
| Beneš-Mráz Beta-Minor         | 25       | Entrenamiento-utilidad    | Checoslovaquia |
| Bücker Bü 181 Bestmann        | 22       | Utilidad-entrenamiento    | Alemania       |
| Saiman 200                    | 25       | Entrenamiento             | Italia         |
| Saiman 202                    | 2        | Entrenamiento-utilidad    | Italia         |
| AVIA FL 3                     | 20       | Entrenamiento-utilidad    | Italia         |
| Rogozarski SIM-XI             | 1        | Entrenamiento             | Yugoslavia     |
| Rogozarski SIM-X              | 1        | Entrenamiento             | Yugoslavia     |
| Rogozarski PVT                | 15       | Entrenamiento             | Yugoslavia     |
| Ikarus MM-2                   | 1        | Caza-ataque               | Yugoslavia     |
| Rogozarski R-100              | 11       | Caza-ataque/Entrenamiento | Yugoslavia     |
| Bücker Bü 131                 | 46       | Entrenamiento-utilidad    | Alemania       |
| Bücker Bü 133                 | 10       | Entrenamiento-utilidad    | Alemania       |
| Zmaj Fizir FN                 | 20       | Entrenamiento             | Yugoslavia     |
| Zmaj Fizir FP.2               | 23       | Utilidad                  | Yugoslavia     |
| Avia Fokker F.VII             | 7        | Transporte                | Checoslovaquia |
| Avia Fokker F.IX              | 2        | Transporte                | Checoslovaquia |
| Junkers W 34                  | 4        | Transporte                | Alemania       |
| Airspeed Envoy                | 2        | Transporte                | Reino Unido    |

## Historia Operacional
A continuación se da una lista con los principales sucesos de la Guerra Croata de Independencia en donde tomó parte la Fuerza Aérea Croata:
| Fecha                   | Año |
| ----------------------- | --- |
| 3 de septiembre de 1991 | se forman unidades aéreas independientes utilizando aviones ligeros                                    |
| Septiembre de 1991      | se captura por primera vez un helicóptero Mil Mi-8 el cual es puesto en servicio                       |
| Noviembre de 1991       | creación formal de la Fuerza Aérea Croata                                                              |
| Junio de 1992           | se reorganiza la HRZ (Hrvatsko Ratno Zrakoplovstvo) después del momentáneo cese del fuego              |
| Junio de 1992           | primeros MiG-21 que desertan de la Fuerza Aérea Yugoslava                                              |
| Abril de 1992           | se movilizan las fuerzas croatas para apoyar al gobierno bosnio contra las fuerzas sepratistas serbias |
| Mayo de 1995            | se lleva a cabo la Operación Bljesak que recaptura parte del oeste de Eslavonia                        |
| Agosto de 1995          | se realiza la Operación Oluja que recaptura todo el territorio croata ocupado                          |

## Bases Aéreas

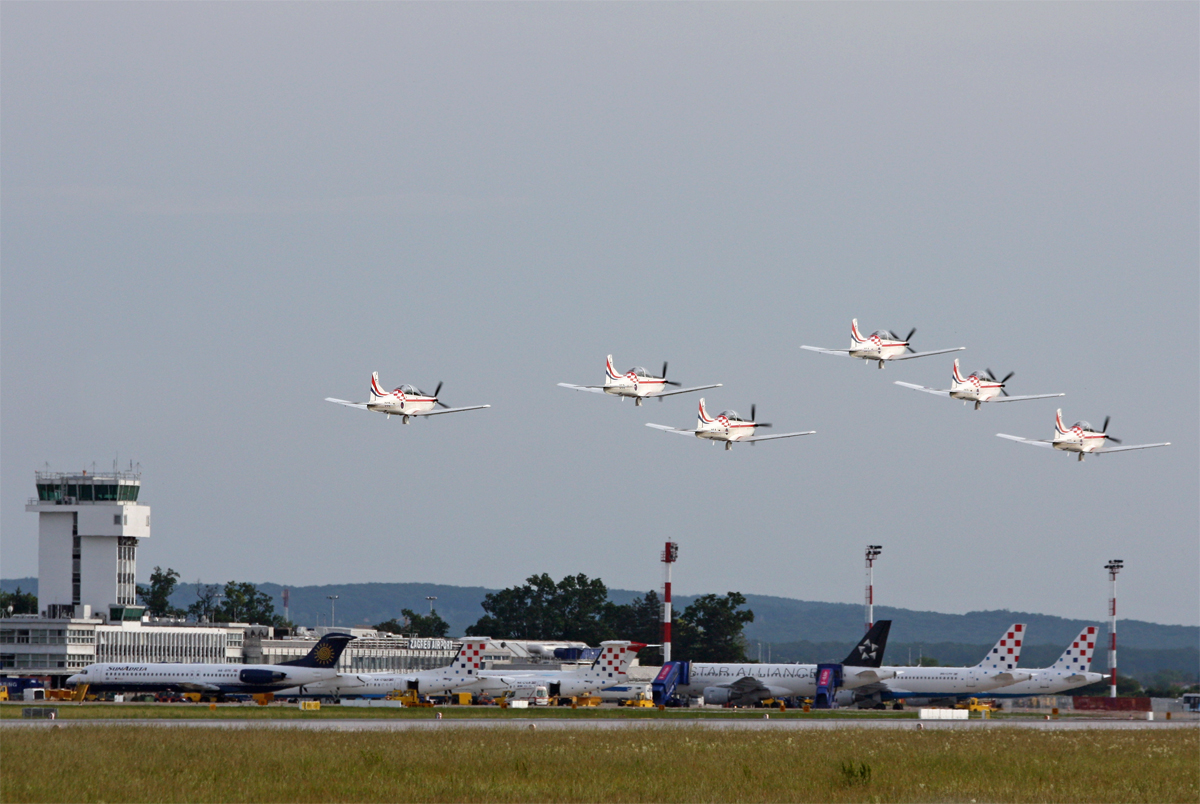
Pilatus PC-9M croatas en la Base Aérea de Pleso.

| Nombre              | Localización    | IATA | Comandante                |
| ------------------- | --------------- | ---- | ------------------------- |
| Base Aérea de Pleso | Pleso (Zagreb)  | ZAG  | Brigadier Darko Cigrovski |
| Base Aérea de Pula  | Pula            | PUY  | Brigadier Ivan Bosak      |
| Base Aérea de Zadar | Zemunik (Zadar) | ZAD  | Brigadier Miroslav Kovač  |
| Base Aérea de Lučko | Lučko           | -    | -                         |
| Base Aérea de Split | Split           | SPU  | Pukovnik Nedjeljko Zmajić |

## Rangos
A continuación se da una lista con los rangos de la Fuerza Aérea y Defensa Aérea Croata:
| Generali - Generales     |                    |                    |                    |                    |                   |                     |                     |                     |                     |                     |                     |                  |                  |                  |                    |                    |                    |                     |                     |                     |                     |                     |                     |                    |                    |                    |                    |                    |                    |
|                          |                    |                    |                    |                    |                   |                     |                     |                     |                     |                     |                     |                  |                  |                  |                    |                    |                    |                     |                     |                     |                     |                     |                     |                    |                    |                    |                    |                    |                    |
| Stožerni general         | Stožerni general   | Stožerni general   | Stožerni general   | Stožerni general   | Stožerni general  | General zbora       | General zbora       | General zbora       | General zbora       | General zbora       | General zbora       | General pukovnik | General pukovnik | General pukovnik | General pukovnik   | General pukovnik   | General pukovnik   | General bojnik      | General bojnik      | General bojnik      | General bojnik      | General bojnik      | General bojnik      | Brigadni general   | Brigadni general   | Brigadni general   | Brigadni general   | Brigadni general   | Brigadni general   |
| Capitán general          | Capitán general    | Capitán general    | Capitán general    | Capitán general    | Capitán general   | General de Ejército | General de Ejército | General de Ejército | General de Ejército | General de Ejército | General de Ejército | Teniente general | Teniente general | Teniente general | Teniente general   | Teniente general   | Teniente general   | General de división | General de división | General de división | General de división | General de división | General de división | General de brigada | General de brigada | General de brigada | General de brigada | General de brigada | General de brigada |
| Časnici - Oficiales      |                    |                    |                    |                    |                   |                     |                     |                     |                     |                     |                     |                  |                  |                  |                    |                    |                    |                     |                     |                     |                     |                     |                     |                    |                    |                    |                    |                    |                    |
|                          |                    |                    |                    |                    |                   |                     |                     |                     |                     |                     |                     |                  |                  |                  |                    |                    |                    |                     |                     |                     |                     |                     |                     |                    |                    |                    |                    |                    |                    |
| Brigadir                 | Brigadir           | Brigadir           | Brigadir           | Brigadir           | Pukovnik          | Pukovnik            | Pukovnik            | Pukovnik            | Pukovnik            | Bojnik              | Bojnik              | Bojnik           | Bojnik           | Bojnik           | Satnik             | Satnik             | Satnik             | Satnik              | Satnik              | Nadporučnik         | Nadporučnik         | Nadporučnik         | Nadporučnik         | Nadporučnik        | Poručnik           | Poručnik           | Poručnik           | Poručnik           | Poručnik           |
| Coronel                  | Coronel            | Coronel            | Coronel            | Coronel            | Teniente coronel  | Teniente coronel    | Teniente coronel    | Teniente coronel    | Teniente coronel    | Mayor               | Mayor               | Mayor            | Mayor            | Mayor            | Capitán            | Capitán            | Capitán            | Capitán             | Capitán             | Teniente            | Teniente            | Teniente            | Teniente            | Teniente           | Alférez            | Alférez            | Alférez            | Alférez            | Alférez            |
| Dočasnici - Suboficiales |                    |                    |                    |                    |                   |                     |                     |                     |                     |                     |                     |                  |                  |                  |                    |                    |                    |                     |                     |                     |                     |                     |                     |                    |                    |                    |                    |                    |                    |
|                          |                    |                    |                    |                    |                   |                     |                     |                     |                     |                     |                     |                  |                  |                  |                    |                    |                    |                     |                     |                     |                     |                     |                     |                    |                    |                    |                    |                    |                    |
| Časnički namjesnik       | Časnički namjesnik | Časnički namjesnik | Časnički namjesnik | Časnički namjesnik | Stožerni narednik | Stožerni narednik   | Stožerni narednik   | Stožerni narednik   | Stožerni narednik   | Nadnarednik         | Nadnarednik         | Nadnarednik      | Nadnarednik      | Nadnarednik      | Narednik           | Narednik           | Narednik           | Narednik            | Narednik            | Desetnik            | Desetnik            | Desetnik            | Desetnik            | Desetnik           | Skupnik            | Skupnik            | Skupnik            | Skupnik            | Skupnik            |
| Subteniente              | Subteniente        | Subteniente        | Subteniente        | Subteniente        | Brigada           | Brigada             | Brigada             | Brigada             | Brigada             | Sargento primero    | Sargento primero    | Sargento primero | Sargento primero | Sargento primero | Sargento           | Sargento           | Sargento           | Sargento            | Sargento            | Cabo mayor          | Cabo mayor          | Cabo mayor          | Cabo mayor          | Cabo mayor         | Cabo primero       | Cabo primero       | Cabo primero       | Cabo primero       | Cabo primero       |
| Vojnici - Soldados       |                    |                    |                    |                    |                   |                     |                     |                     |                     |                     |                     |                  |                  |                  |                    |                    |                    |                     |                     |                     |                     |                     |                     |                    |                    |                    |                    |                    |                    |
|                          |                    |                    |                    |                    |                   |                     |                     |                     |                     |                     |                     |                  |                  |                  |                    |                    |                    |                     |                     |                     |                     |                     |                     |                    |                    |                    |                    |                    |                    |
| Razvodnik                | Razvodnik          | Razvodnik          | Razvodnik          | Razvodnik          | Razvodnik         | Razvodnik           | Razvodnik           | Razvodnik           | Razvodnik           | Razvodnik           | Razvodnik           | Razvodnik        | Razvodnik        | Razvodnik        | Pozornik           | Pozornik           | Pozornik           | Pozornik            | Pozornik            | Pozornik            | Pozornik            | Pozornik            | Pozornik            | Pozornik           | Pozornik           | Pozornik           | Pozornik           | Pozornik           | Pozornik           |
| Cabo                     | Cabo               | Cabo               | Cabo               | Cabo               | Cabo              | Cabo                | Cabo                | Cabo                | Cabo                | Cabo                | Cabo                | Cabo             | Cabo             | Cabo             | Soldado de primera | Soldado de primera | Soldado de primera | Soldado de primera  | Soldado de primera  | Soldado de primera  | Soldado de primera  | Soldado de primera  | Soldado de primera  | Soldado de primera | Soldado de primera | Soldado de primera | Soldado de primera | Soldado de primera | Soldado de primera |